# Schaarpissebed
De schaarpissebed (Zeuxo holdichi) is een naaldkreeftjessoort uit de familie van de Tanaididae. De wetenschappelijke naam van de soort werd in 1990 gepubliceerd door Roger N. Bamber.

## Verspreiding
De schaarpissebed werd beschreven in 1990 vanuit de baai van Arcachon in het zuidwesten van Frankrijk. Sindsdien is deze soort waargenomen van West-Portugal tot Noord-Bretagne en het zuidwesten Engeland. in Nederland werd de soort in 2012 op meerdere plaatsen in de Oosterschelde voor het eerst waargenomen. Gezien de plotseling opmars van deze soort wordt verondersteld dat de soort niet inheems is voor Europa.